# 高橋由美子
高橋 由美子（たかはし ゆみこ、1974年〈昭和49年〉1月7日 - ）は、日本の女優、歌手。本名、同じ。愛称は「Good-P」。
埼玉県大宮市（現さいたま市大宮区）出身、所属事務所はビッグアップル → ヒラタオフィス → 東宝芸能 → コニイ (→ フリー) → グランパパプロダクション → フリー。

## 略歴
小学生の時、地元のバレエ教室に通いその先生の紹介で芸能事務所ビッグアップル所属となる。
1989年1月、テレビドラマ『冬の旅・女ひとり』で女優デビュー。
1990年、シングル『Step by Step』（テレビアニメ『魔神英雄伝ワタル2』主題歌）でアイドル歌手としてもデビュー。当初は、1枚限りのアニメ企画物の予定だったが、アニメの人気に伴い本人にも人気が出始めビクターアニメ部門からビクターアイドル部門へ移籍し、デビュー2年目に発売した3枚目のシングル「笑顔の魔法」から本格的にプロモーション活動を始動する。同年には「ビクター・甲子園ポスター」キャンペーンのモデル（「第72回全国高等学校野球選手権大会」のイメージキャラクター）に選ばれた。ファンクラブも発足。
1990年代前半にかけて、20世紀最後の正統派アイドルと評された。
1991年、情報誌TERA MAGAZINE創刊0号、創刊1号の表紙を飾った。その他サトームセンなどTERADRIVEで配布する事の多いパンフレットやポスターなどのキャンペーンにも出演していた。
1992年3月8日、『よみうりランドEAST』の野外イベントでアルバム「dream」の曲を中心に全6曲を披露。無料招待だったが8000人のファンが集まった。
同年12月8日から公開されたアニメーション映画『ちびまる子ちゃん わたしの好きな歌』に木村しょう子役で声の出演、主題歌『だいすき』も担当。
1994年に主演したテレビドラマ『南くんの恋人』が話題を呼び、主題歌『友達でいいから』は初のオリコンチャートTOP10入りを果たし、約40万枚を売り上げるヒットとなる。
その後『チョコラBB』（エーザイ）のCMや、占い師のOL日向リエを演じた『ショムニ』シリーズでの個性的な演技で、従来の清純派アイドルというイメージからの脱却と個性派女優への転身に成功し、存在感を確立した。
1999年、シングル『螺旋の月』発売を最後に、歌手活動を事実上休止（ファンクラブも2002年3月に解散）。その後は『火曜サスペンス劇場』を初めとする2時間ドラマや、舞台、ミュージカルなどを中心に女優として活動している。
2008年10月、デビュー以来20年余り所属していた事務所ビッグアップルがヒラタオフィスと合併したのを機に、合併先のヒラタオフィスに一時的に所属（2008年10月 - 12月）したのち、2009年1月に東宝芸能へ移籍した。
2009年、7月26日にシアタークリエにてコンサート『「由美子ライブ」3680日ぶりの、こんにちは』を開催。9月16日、約12年振りとなるベスト・アルバム『ゴールデン☆ベスト』発売。
2015年、6月15日発売の『週刊ポスト』で14年ぶり、41歳でグラビアを披露したことで話題となった。8月から「さいたま市観光宣伝部長」に就任する。
2018年3月、『週刊文春』によって不倫が報じられる。これを受け報道内容を本人が認めるコメントを発表。
2018年4月30日付で所属事務所コニイとの契約を終了。一時的にフリーランスに。
2019年4月、グランパパプロダクションに移籍し、芸能活動を再開。
2021年4月1日、飲み仲間だった会社員の一般男性と結婚したことを明らかにした。
2021年6月27日、日本青年館ホールにて30周年記念コンサートを開催。
2023年1月、グランパパプロダクションを退所。9月現在は主に公式Instagramで活動などの情報を発信している。

## 人物
- 身長154cm[1]。血液型はA型[1]。
- 堀越高等学校卒業[1]。
- 日本の野球は、もともと読売ジャイアンツのファンであったが、1991年4月27日に川崎球場でロッテオリオンズ（当時）の試合の始球式を務め、それがきっかけで熱烈なオリオンズファン→マリーンズファンとなる。始球式は2001年にも千葉マリンスタジアムで務めている[17]。2009年8月23日には西武ドームで西鉄ライオンズを題材とした舞台のPRのため、始球式を行った[18]。
- 一人旅が好きだと公表している[19]。

## 音楽
版元の記載のないものはビクターエンタテインメント（旧・ビクター音楽産業）より発売。

### シングル
1. Step by Step/君に止まらない－MY GIRL,MY LOVE（1990年4月21日） - 日本テレビ系アニメ『魔神英雄伝ワタル2』主題歌
2. Fight!/虹の彼方に（1990年9月21日） - 日本テレビ系アニメ『魔神英雄伝ワタル2 超激闘編』主題歌
3. 笑顔の魔法/風の丘（1991年1月21日）
4. と♥き★め♥き/アルプスの少女（1991年6月5日） - 麻丘めぐみの同名曲のカバー、カップリングのアルプスの少女も麻丘めぐみの同名曲のカバー。
5. 元気!元気!元気!/好きなんて言えないくらい（1991年10月16日） - メガCD用ゲームソフト『ゆみみみっくす』エンディングテーマ
6. いつか逢おうね/あの日から僕は（1992年2月5日）
7. コートダジュールで逢いましょう/太陽のバレリーナ（1992年6月3日） - WOWOWで放送していた『ガーフィールド』イメージソング
8. アチチッチ -fire version-/こんなにそばに居る（1992年10月21日） - アルバム『Paradise』収録曲の別バージョン、メガCD用ゲームソフト『ゆみみみっくす』オープニングテーマ。
9. だいすき/ふたりのSymphony（1992年12月16日） - 劇場版『ちびまる子ちゃん_わたしの好きな歌』エンディングテーマ（当作のゲストヒロイン声優も担当）
10. Good Love/My Melodies（1993年2月24日） - フジテレビ系ドラマ『お願いダーリン!』主題歌
11. はじまりはいま/出逢えるっていいね（1993年6月23日） - 日本テレビ『うるとら7:00』オープニングテーマ
12. yell/あなただけを（1993年11月3日） - 日本テレビ系ドラマ『もうひとつのJリーグ』挿入歌
13. 友達でいいから/今度出逢える時には（1994年1月21日） - テレビ朝日系ドラマ『南くんの恋人』主題歌
14. Good-bye Tears/ポイント1（1994年4月21日） - テレビ東京系アニメ『覇王大系リューナイト』オープニングテーマ
15. そんなのムリ!/思い出あげない（1994年6月22日） - NHK教育『ソリトン 金の斧銀の斧』イメージソング
16. 3年過ぎた頃には/時間をとめて（1994年10月21日）
17. すき...でもすき/愛さずにいられない（1995年5月24日） - テレビ朝日系ドラマ『最高の恋人』主題歌
18. 最上級 I LIKE YOU/何も言えなくて（1995年11月22日）
19. 負けてもいいよ/ひとりきりの夜明け（1996年3月3日） - フジテレビ系ドラマ『いい日旅立ち〜4つの卒業〜』エンディングテーマ
20. WILL YOU MARRY ME?/ちょっと待ってちょうだい、けだものさん（1996年7月24日） - TBS系『世界ウルルン滞在記』エンディングテーマ
21. 今までどんな恋をしてきたんだろう/どーにかして!（1997年1月22日） - テレビ朝日系ドラマ『流れ板七人』挿入歌
22. 笑ってるだけじゃない/Cotton Time（1997年10月22日） - 日本テレビ系『モグモグGOMBO』エンディングテーマ
23. ふたりの距離/屋上（1998年7月23日）
24. 螺旋の月/Restart（1999年2月24日）

### アルバム

#### オリジナル・アルバム
1. Scarlet（1990年12月16日 VICL-2045） - 初回盤はミニ写真集付
2. PEACE!（1991年7月21日 VICL-174） - 初回盤はピクチャーCD
3. dream（1992年3月4日 VICL-275）
4. Paradise（1992年7月22日 VICL-323）
5. Reality（1993年3月24日 VICL-386）
6. Prelude（1993年7月21日 VICL-427）
7. Tenderly（1994年7月21日 VICL-551）
8. Working on Xmas Day（1994年11月23日 VICL-23075 期間限定盤）
9. 万事快調（1996年8月7日 VICL-797)
10. 気分上々（1997年11月21日 VICL-60153）

#### ベスト・アルバム
1. STEPS-SINGLE COLLECTION-
（1993年12月16日 VIZL-15:初回盤CDブックパッケージ、VICL-491:通常盤）
（2004年9月22日 VICL-41114:再発盤）
2. for BOYS （1995年6月21日 VICL-5278） - 男性スタッフによるセレクション
3. for GIRLS （1995年6月21日 VICL-5279） - 女性スタッフによるセレクション
4. ゴールデン☆ベスト
（2009年9月16日 VICL-63455　2010年8月18日再発売）
（2015年4月22日 VICL-70164　SHM-CD化され再発売）
5. Complete Single Collection "The STEPS" 20th Anniversary Special Edition（2010年9月29日 VIZL-393） - 5枚組（CD4枚＋DVD1枚）
6. DELUXE PACK 25th Anniversary Special（2015年9月30日 VIZL-869）[20] - CD2枚＋写真集
7. 最上級 GOOD SONGS 30th Anniversary Best Album（2020年10月28日）[21]

#### オムニバス
- 非公認! 聖飢魔IIカヴァーアルバム 『VOICE』（2006年、BMG JAPAN）「地獄への階段(完結編)」- 高橋由美子＆KAMMURI

#### ミュージカル
- 『モーツァルト!』日本初演ライヴ録音盤
  - 井上芳雄版、中川晃教版（2002年、東宝）
- 『レ・ミゼラブル』2003年公演キャスト盤（2003年、東宝）
  - 4パターン発売されたうち、TOHO・E-0308Y（山口祐一郎版）とTOHO・E-308B（別所哲也版）に参加
- 『モーツァルト!』ハイライト・スタジオ録音盤CD（2005年、東宝）
- 『GOLF THE MUSICAL』ライブCD（2006年、パルコ劇場）
- 『怪人と探偵』ライブ録音盤CD（2020年5月1日、パルコ）

##### サウンドトラック
- 『ちびまる子ちゃん 〜私の好きな歌 オリジナルサウンドトラック』 （1992/12/16, MVCD-10001） 「だいすき」
- 『お洒落小僧は花マルッ オリジナルサウンドトラック』 （1993/3/24, VICL-382） 「晴れのち曇りのち晴れ」
- 『最高の恋人 オリジナルサウンドトラック』 （1995/6/7） 「すき...でもすき (ドラマバージョン)」「すき...でもすき (Instrumental)」

##### 魔神英雄伝ワタルシリーズ
- 『魔神英雄伝ワタル2 音楽篇I』 （1990/6/21）「Step by Step」「君に止まらない 〜MY GIRL, MY LOVE〜」
- 『魔神英雄伝ワタル2 超激闘編 音楽篇I』 （1990/11/21）「Fight!」「虹のかなたに」
- 『魔神英雄伝ワタル2 卒業記念ベストアルバム ヴォーカルコレクション』 （1991/3/21） 上記4曲
- 『魔神英雄伝ワタル SINGLE COLLECTION -1988May〜1993Sept.-』 （1997/12/3） 上記4曲
- 『魔神英雄伝ワタル CD-BOX ヴォーカル･コンプリート･コレクション』 （2014/9/24, VTZL-78） 上記4曲、新規インタビュー掲載

##### 覇王大系リューナイトシリーズ
- 『覇王大系リューナイト CDシネマ1「ブラボー砦の決闘」』　（1994/7/21） 「Good-bye Tears (short version)」
- 『覇王大系リューナイト オリジナルサウンドトラック1』 （1995/8/24）「Good-bye Tears」「Good-bye Tears (Instrumental)」
- 『覇王大系リューナイト アデューレジェンド サウンドトラック1』 （1995/11/23）「ポイント1」「ポイント1 (Instrumental)」
- 『覇王大系リューナイト ヴォーカル･コレクション』 （1996/4/3） 「Good-bye Tears」「ポイント1」

##### コンピレーション
- 『アイ･ラヴ "ダンス・ナンバー" [JULY,1991]』  （1991/7/21）　「と・き・め・き」「笑顔の魔法」
- 『映画みたいな恋したい -Love me like a Movie-』 （1993/2/24） 「だいすき」
- 『'94アニメ主題歌コレクション』 （1994/11/30） 「Good-bye Tears」
- 『最新アニメ主題歌集』 （1995/7/12） 「Good-bye Tears」
- 『最新アニメ主題歌集 テレビ･ラジオ篇』 （1995/11/16） 「Good-bye Tears」
- 『LADIES' POPS HIT COLLECTION』 （1995/11/22） 「すき...でもすき」
- 『20世紀BEST アイドル･ヒストリー ビクターエンタテインメント篇1』 （1999/11/3） 「Fight!」
- 『20世紀BEST アイドル･ヒストリー ビクターエンタテインメント篇2』 （1999/11/3） 「友達でいいから」
- 『EMOTION 20周年記念テーマコレクション TV編』 （2002/8/21） 「Good-bye Tears」
- 『EMOTION 20周年記念テーマコレクション OVA&劇場編』 （2002/8/21） 「ポイント1」
- 『アニメ･ソングセレクション アイドル編』 （2005/9/22） 「Step by Step」
- 『デビュー! 〜ビクター･アイドルPOPS デビュー･シングル･ヒストリー〜』 （2007/12/19, 2012/11/21再発売） 「Step by Step」
- 『ヒロイン! 愛しの女優ソングコレクション 1970 - 90s』 （2008/5/21） 「いつか逢おうね」
- 『The Victor Recordings/ビクター・レコーディングス (7)1988-1997』 （2008/9/24, VICL-62915-6）  「友達でいいから」
- 『IDOL! アイドル! あいどる! 80's-90's』 （2012/9/19）  「友達でいいから」
- 『筒美京平 GOLDEN HITSTORY なんてったってアイドル』 （2012/12/26, VICL-63974-5）  「元気!元気!元気!」
- 『アイドル･ポップス黄金時代』 （2014/3/19, VICL-41345)  「友達でいいから」

## 作品

### 映像作品

#### MV、ライブ
※1～7作目まではLDとVHSが存在、2008年11月19日にはDVDが再発売された。
1. Sweet Dressing（1991年3月27日）
2. Promotion -Yumiko Takahashi First Live（1991年9月27日）
  - LD版SIDE-2に「海賊盤」と称したライブ音声トラックが収録されている。
  - 後述の「30th Anniversary Live 令和だ!由美子だ!全員集合! ～日本青年館で逢いましょう～」生産限定盤の特典DVDは、この作品に収録されたコンサート映像のほぼ全編を、MCも含めて新たに編集したもの。
3. Wonderland（1992年3月27日）
  - 初回盤として、VHSの他にS-VHSが発売されている。
4. 高橋由美子コンサート'92 夏だ!由美子だ!全員集合!（1992年11月6日）
5. PROFILE（1993年4月21日）
6. Aquarium（1994年5月21日）
7. 高橋由美子コンサート Tenderly TOUR'94（1994年12月7日）
  - ビデオCD版同時発売。
8. 30th Anniversary Live 令和だ!由美子だ!全員集合! 〜日本青年館で逢いましょう〜（2021年12月15日）
  - Blu-ray通常盤、VIXL-353
  - DVD通常盤、VIBL-1038
  - 生産限定盤 Blu-ray＋DVD＋特典DVD＋特典CD、VIZL-1963

#### イメージ
- VIRGIN（1990年1月VHS、パワースポーツ、PS-52） - 野村誠一によるオムニバス。2008年にDVD化。
- 南の島に行こうよ（1992年4月20日VHS、アドテックス） - 本人のイメージビデオで楽曲は未収録。VHSのみ。

### 書籍

#### エッセイ
- おしゃべり天使（1993年1月、ワニブックス） ISBN 4847011716

#### 写真集
- pure mint（1991年6月21日、木村晴撮影、ビクターブックス、ISBN 4893890409） - 三方背箱入り
- BOMB!MOMOCO特別編集パワーボム 高橋由美子 Perfect Photo Book 初版（1991年11月1日、学研、ISBN 4056002479） - 帯がピンク
  - BOMB!MOMOCO特別編集パワーボム 高橋由美子 Perfect Photo Book 再版（1994年9月1日、学研） - 帯は白、付録のCDレーベルは「友達でいいから」「そんなのムリ!」
- Blue（1992年6月25日、木村晴撮影、ワニブックス、ISBN 4847022769） - 三方背箱入り
- IL DINJA [イルディニア]（1993年6月25日、細野晋司撮影、学研、ISBN 4056002479）
  - 大地 [IL DINJA]（中華民國83年（西暦換算で1994年）4月1日、ISBN 957-643-090-9 定価400元） - 台湾版。
  - IL DINJA DELUXE（1995年5月1日、細野晋司撮影、学研、ISBN 4054005187） - ハードカバー版（1993年版はソフトカバー）。
- COLOREADO（1994年6月25日、木村晴撮影、ビクターブックス、ISBN 4893891014）
- 映画 時の輝き メイキングBOOK（1995年3月10日、近代映画社、ISBN 978-4764870765）
- TORICOLORE（1996年7月30日、細野晋司撮影、ワニブックス、ISBN 4847024338） - 三方背箱入り、3冊組
- Breath（1998年12月10日、細野晋司撮影、ワニブックス、ISBN 4847025156）
- 由美子（2001年7月12日、細野晋司撮影、ソニー・マガジンズ、ISBN 4789716694） - 段ボール箱入り

#### 雑誌グラビア
- MOMOCO
- BOMB
- 近代映画
- 週刊プレイボーイ

## 出演

### テレビ

#### ドラマ
- 冬の旅・女ひとり（1989年1月21日、TBS系列） - 平岡由香 役
- ちょっぴりセクシーガール（1990年1月19日、TBS系列） - 主演・星沢ミカ 役
- 男と女のミステリー「横溝正史サスペンス 獄門島」（1990年9月28日、フジテレビ系列） - 雪枝 役
- 世にも奇妙な物語「運命の赤い糸」（1991年2月21日、フジテレビ系列） - 奥田由紀子 役
- 女子高生!キケンなアルバイト（1991年9月10日 - 24日、TBS系列） - 染谷由香 役
- リバース・アンド・プレイバック（1992年4月28日、NHK） - 主演・尾瀬まり 役
- 柴門ふみセレクション「少年A・B 少女C」（1992年11月16日、テレビ朝日系列）
- ボクたちのドラマシリーズ お願いダーリン!（1993年2月18日 - 3月18日、フジテレビ系列） - 主演・中山(福原)香織 役
- もうひとつのJリーグ（1993年10月22日 - 12月3日、日本テレビ系列） - 望月陽子 役
- 月曜ドラマ・イン（テレビ朝日系列）
  - 南くんの恋人（1994年1月10日 - 3月21日） - 主演・堀切ちよみ 役（W主演：武田真治）
  - 南くんの恋人スペシャル・もうひとつの完結編（1995年4月10日）
  - 最高の恋人（1995年4月17日 - 6月26日） - 主演・吉永透子 役（W主演：稲垣吾郎）
- おかみ三代女の戦い（1995年1月12日 - 3月23日、TBS系列） - 主演・村雨さつき 役
- カネボウ・ヒューマンドキュメンタリー「生きのびて」（1996年2月13日、日本テレビ系列） - 主演・松本(安部)悦子 役
- いい日旅立ち〜4つの卒業〜（1996年3月4日 - 25日、フジテレビ系列） - 浜畑まどか 役
- 恋愛前夜 いちどだけ2 第3話「隣人愛」（1996年9月18日、日本テレビ系列） - 主演・ちづる 役
- 大河ドラマ（NHK）
  - 「毛利元就」（1997年6月1日 - 12月14日） - 可愛（えの）→五龍姫 役（第22回から不定期出演）
  - 「篤姫」（2008年1月6日 - 12月14日） - 唐橋 役（不定期出演）
  - 「花燃ゆ」（2015年7月5日） - 御半下頭・志乃役（不定期出演）
- フラれる女 第1話「幸せがコワイ」（1997年1月10日、TBS系列） - 主演・及川幸恵 役
- 流れ板七人（1997年1月16日 - 3月20日、テレビ朝日系列） - 稲村花絵 役
- ドラマ新銀河「庭師サッちゃん」（1998年2月24日 - 3月19日、NHK） - 主演・叶幸子 役
- ショムニシリーズ（1998年 - 2013年、フジテレビ系列） - 日向リエ 役[7]
  - ショムニ 第1シリーズ（1998年4月15日 - 7月1日）
  - ショムニ スペシャル（1998年10月7日）
  - ショムニ 新春スペシャル（2000年1月2日）
  - ショムニ 第2シリーズ（2000年4月12日 - 6月28日）
  - ショムニ FINAL（2002年7月3日 - 9月18日)
  - ショムニ FOREVER（2003年1月1日）
  - ショムニ 2013 第1話（2013年7月10日）[22]
- 板橋マダムス 第5話（1998年11月11日、フジテレビ系列） - 春雨忍（演歌歌手）役
- 金曜エンタテイメント（フジテレビ系列）
  - 「年の差カップル刑事」シリーズ（1998年 - 2004年） - 主演・村崎茜 役
  - 「神崎京子の巫女日記 奮闘編」（2002年5月31日） - 神崎ユカ 役
  - 「父娘探偵 金造&ミチル ホストクラブ殺人事件」（2002年7月5日） - 準主演・羽田ミチル 役
- ニュースキャスター霞涼子（1999年1月14日 - 3月18日、テレビ朝日系列） - 桂木珠美 役
- こいまち 第2話「高知激走200キロ!追いかけろ・結婚!」（1999年1月19日、フジテレビ系列） - 日比野遥子 役
- ラビリンス（1999年4月21日 - 6月30日、日本テレビ系列） - 佐原由梨絵 役
- 金曜時代劇（NHK）
  - 「スキッと一心太助」（1999年9月10日 - 2000年3月17日） - お仲 役
  - 木曜時代劇「吉原裏同心」第4夜（2014年7月17日） - 遊女おかん 役
- 新宿暴走救急隊（2000年10月14日 - 12月16日、日本テレビ系列） - 牧野冬美（カメラマン）役
- 女子アナ。 第7話（2001年2月19日、フジテレビ系列） - 木下留美（タイムキーパー）役
- 明治生命120周年ドラマスペシャル 夏休みのサンタさん（2001年9月4日、日本テレビ系列） - 高杉奈美 役
- 火曜サスペンス劇場（日本テレビ系列）
  - 軽井沢ミステリー（2001年 - 2005年） - 主演・北原風子 役
  - 貴賓室の怪人（2002年2月5日） - 堀田久代 役
- 婚外恋愛（2002年1月10日 - 3月14日、テレビ朝日系列） - 小野寺ユリ 役
- 月曜ミステリー劇場（TBS系列）
  - 揺らぐ灯（2003年7月14日） - 主演・今野星実 役
  - 走れ!事件記者（2006年2月27日） - 池田久美子 役
- 電池が切れるまで 第8話（2004年、テレビ朝日系列） - 東冴子 役
- 相棒 Season3 最終回スペシャル（2005年3月23日、テレビ朝日系列） - 雀蓮 役
- 金曜ナイトドラマ「雨と夢のあとに」第3話（2005年4月29日、テレビ朝日系列） - 香澄 役
- こちら本池上署5（2005年6月13日 - 9月12日、TBS系列） - 椎名英子 役
- 愛と死をみつめて（2006年3月18日・19日、テレビ朝日系列） - 村中智美 役
- 地球ゴージャスな夜（2006年4月5日 - 5月3日、日本テレビ） - 夏樹 役
- めぞん一刻シリーズ（テレビ朝日系列） - 六本木朱美 役
  - めぞん一刻 浪人編（2007年5月12日）
  - めぞん一刻 完結編（2008年7月26日）
- 金曜プレステージ（フジテレビ系列）
  - 「潮風の診療所〜岬のドクター奮戦記〜」（2007年6月22日） - 道下敏子 役
  - 夏樹静子サスペンス「女請負人〜仕掛けられた女の罠〜」（2014年9月12日）
- 新マチベン〜オトナの出番〜 第3話（2007年7月14日、NHK） - 米村麻里亜 役
- 水戸黄門 第37部 第19話「耐えて忍んだ嫁いびり・山形」（2007年8月13日、TBS系列） - おはな 役
- 松本清張 点と線（2007年11月24日・25日、テレビ朝日系列） - ドロップを差し出す女 役
- 新春ワイド時代劇「徳川風雲録 八代将軍吉宗」（2008年1月2日、テレビ東京系列） - 鶴姫 役
- 未来講師めぐる 第5話（2008年2月8日、テレビ朝日系列） - 石倉ゆり子 役
- 土曜ワイド劇場「和菓子殺人事件」（2008年2月23日、テレビ朝日系列） - 主演・橘菓乃子 役
- いのちのいろえんぴつ（2008年3月22日、テレビ朝日系列） - 豊島香苗 役
- CHANGE 第6話・第7話（2008年6月16日・23日、フジテレビ系列） - 松井尚子 役
- 小児救命 第9話（2008年12月18日、テレビ朝日系列） - 結城広美 役
- ママは昔パパだった 第1話（2009年8月23日、WOWOW）
- 曲げられない女 第1話（2010年1月13日、日本テレビ系列）
- 鬼龍院花子の生涯（2010年6月6日、テレビ朝日系列） - 笑若 役
- ハガネの女 第5話（2010年6月18日、テレビ朝日系列） - 賀茂諒子 役
- 月曜ゴールデン（TBS系列）
  - 「釣り刑事2」（2011年5月9日） - 瑚堂楓 役
  - 「守護神・ボディーガード 進藤輝 Episode2」（2013年7月22日） - 飯島瞳 役
- 京都地検の女 第7シリーズ 第1話（2011年7月7日、テレビ朝日系列） - 松岡志保 役
- 土曜ドラマスペシャル「蝶々さん〜最後の武士の娘〜」（2011年11月19日・26日、NHK） - おたか 役
- 水曜ミステリー9（テレビ東京系列）
  - 「嘘の証明 犯罪心理分析官・梶原圭子1」（2012年5月9日） - 高島仁美 役
  - 「北海道警事件ファイル 警部補 五条聖子2」（2014年5月21日） - 佐々村理子 役
- 新・おみやさん 第8話（2012年6月7日、テレビ朝日系列） - 飯島桃子 役
- ハイスクール歌劇団☆男組（2012年10月6日、中部日本放送製作・TBS系列） - 緑川華 役
- 月に祈るピエロ（2013年10月5日、中部日本放送製作・TBS系列） - 池場恵 役
- 金曜プレミアム「警部補・佐々木丈太郎8」（2016年2月26日、フジテレビ） - 田中啓子 役
- 連続テレビ小説「あさが来た」（2016年3月2日、NHK） - 田村フナ 役[23]
- 月曜名作劇場「あんみつ検事の捜査ファイル2」（2017年2月6日、TBS） - 岡村多恵子 役
- 大岡越前6 第四回「三十両の親心」（2022年6月3日、NHK BSプレミアム/NHK BS4K） - 多喜 役
- ひきこもり先生 シーズン2（2022年12月17日 - 24日、NHK総合） - 松田冴子 役

#### バラエティ
- スターどっきり(秘)報告（フジテレビ） - 寝起きどっきり
- 東京イエローページ（1990年4月18日、TBS） - Step by Step・Fight!
- 突然バラエティー速報!!COUNT DOWN100（1992年、TBS系列） - 準レギュラー
- クイズ!年の差なんて（フジテレビ） - レギュラー
- うるとら7:00（1992年4月 - 1993年9月、日本テレビ系） - レギュラー
- 極楽スタジアム（日本テレビ系） - レギュラー
- おちゃのこサイサイ（1993年、TBS系列） - レギュラー
- ウッチャンナンチャンのやるならやらねば（1993年4月 - 6月、フジテレビ） - 準レギュラー
- 欽ちゃんの爆笑仮装コンテスト!全日本仮装大賞40回記念大会（1993年9月30日、日本テレビ系） - 審査員
- ソリトン 金の斧銀の斧（1994年4月 - 9月24日、NHK教育） - 司会
- 世界ウルルン滞在記（1996年4月14日 - 1997年3月30日、MBS・TBS系列） - サブ司会者
- スジナシ（2003年、CBCテレビ製作、TBS系列）
- ナイトコメディ「となりのシムラ」 第1回（2014年12月16日、NHK総合 / 2021年1月22日DVD発売）
- THEカラオケ★バトル 夏にもやっちゃう？あの大ヒット曲 ご本人は何点出せるかSP（2023年7月30日、テレビ東京）
- こんなところでキャンパーズ!（2023年9月6日 - 11月8日、BS松竹東急）

#### その他
- 魔神英雄伝ワタル2（1990年、日本テレビ） - エンマ 役（声優）
- ホリデーにっぽん（2009年、NHK総合） - ナレーション
- おはなしのくに（2010年、NHK教育） - 「くまの子ウーフ」語り手
- ガーフィールド2（2012年、カートゥーン ネットワーク） - 声優
- 大人のヨーロッパ街歩き ＃105〜130（2014年、BS日テレ） - ナビゲーター[24]
- 〜週刊シティプロモーション〜 ご当地サタデー♪（2015年10月24日、J-COM）
- ココロのエンジン（2017年10月1日 - 、テレビ東京） - ナビゲーター
- エンジェルフライト 国際霊柩送還士 EP4（2023年3月17日、Amazon Prime Video） - 梶原純子 役

### 映画・Vシネマ・OV
- 砂の上のロビンソン（1989年、ATG系） - 上島聖子 役
- ポップコーンLOVE 第1話「ファンクラブの女・インディーズキッズ」（1990年） - 島内純 役
- 世にも怪奇な物語 「超常魔界編・僕の彼女はミステリアン」（1991年9月27日、レッドウェイブ） - ルル / 瑠々子 役
- ちびまる子ちゃん わたしの好きな歌（1992年） - 木村しょう子（声）
- 時の輝き（1995年3月18日公開、松竹系） - 主演：神崎由花 役
  - 「時の輝き」シネマレポート - 特別前売券特典VHS
- おしるこ姫 時空の冒険（1999年、国税庁企画の租税教育用ビデオ） - おしるこ姫 役
- つんくタウンFILMS マネーざんす「GO!GO!宇宙ドクターズ」（2001年11月24日公開、2002年2月20日DVD発売）
- 春子超常現象研究所（2015年12月5日公開、2016年5月27日DVD発売）
- 四月の永い夢（2018年5月12日公開、2020年8月5日Blu-ray、2018年10月2日DVD発売）
- いつも月夜に米の飯（2018年9月8日公開、2018年12月7日DVD発売）
- シンペイ〜歌こそすべて（2025年1月10日公開） - 島村市子 役[25]
- 神と恩送り、（2025年9月5日公開予定） - 福原香織 役[26]

### 舞台
- 眠れる森の美女（1989年、三越劇場他） - 白の妖精 役
- 新アンの愛情（1993年、日本青年館他） - アン・シャーリー 役
- アニーよ銃を取れ（1997年、新宿コマ劇場・中日劇場） - アニー・オークリー 役
- AGATHA（1998年、青山円形劇場） - ヴィラ・アガタ 役
- 新・地獄変（2000年、新国立劇場小劇場） - 弥生 役
- 劇団☆新感線（いのうえ歌舞伎シリーズ、SHINKANSEN☆RX など）
  - 野獣郎見参（2001年、青山劇場他） - 美泥 役
  - 花の紅天狗（2003年、ル・テアトル銀座他） - 赤巻紙茜 役
  - SHIROH（2004年12月 - 2005年1月、帝国劇場他） - 山田寿庵 役
  - ZIPANG PUNK〜五右衛門ロックIII（2012年12月 - 2013年1月、東急シアターオーブ / 2013年1月 - 2月、オリックス劇場） - 春来尼役
- バタフライはフリー（2002年、PARCO劇場他） - ジル 役
- 居残り佐平次（2002年、明治座） - お梅 役
- モーツァルト! - ナンネール役
  - 初演（2002年10月 - 12月、日生劇場他）
  - 再演（2005年6月 - 8月・10月 - 11月、帝国劇場他）
  - 再々演（2007年11月 - 12月、帝国劇場）
  - 再々々演（2010年11月 - 12月、帝国劇場 / 2011年1月、梅田芸術劇場・金沢歌劇座）
- レ・ミゼラブル（2003年 - 2004年） - ファンテーヌ 役
- 透明人間の蒸気（2004年、新国立劇場） - 愛染かつら看護兵 役
- 真昼のビッチ（2004年、シアターアプル他） - 球子 役
- ミス・サイゴン（2004年、帝国劇場） - エレン 役
- 地球ゴージャス vol.8 HUMANITY THE MUSICAL（2006年、新宿コマ劇場他） - ミヨちゃん / 邪鬼 役
- ゴルフ・ザ・ミュージカル〜ゴルフなんて大嫌い!（2006年、PARCO劇場他） - 糸満ルリ 役
- 地獄八景：浮世百景 （2007年、世田谷パブリックシアター他） - 小糸 役
- 星屑の町〜新宿歌舞伎町篇〜コマ劇場SPECIAL（2008年、新宿コマ劇場） - 赤羽ミミ 役
- 空中ブランコ（2008年、東京芸術劇場中ホール他） - 山下エリ 役
- 劇団HOBO
  - 旗揚げ公演『喧嘩農家』（2008年、シアターTOPS） - 真坂照美 役
  - 第2回公演『明日の幸福論』（2010年、中野テアトルBONBON） - 好子 役
  - 第3回公演『ハロルコ』（2011年、赤坂REDシアター） - ハロルコ 役[27]
  - 第4回公演『ナイアガラ』（2012年9月5日 - 10日、下北沢駅前劇場） - ゲスト参加
  - 第5回公演『犬、だれる』（2013年9月10日 - 16日、新宿サンモールスタジオ）
  - 第6回公演『グレイトハンティング』（2014年5月20日 - 25日、下北沢駅前劇場） - ゲスト参加
- 淫乱斎英泉（2009年4月2日 -12日、あうるすぽっと / 4月14日、新潟市音楽文化会館） - お半 役
- EVIL DEAD THE MUSICAL 〜死霊のはらわた〜（2009年、サンシャイン劇場） - リンダ 役
- エル・スール 〜我が心の博多、そして西鉄ライオンズ〜（2009年、本多劇場他） - ユカリ 役
- バンデラスと憂鬱な珈琲（2009年、世田谷パブリックシアター） - ベーカー国務長官他役
- ガイズ&ドールズ（2010年、シアタークリエ） - ミス・アデレイド 役
  - 再演（2010年、中日劇場）
- エネミイ（2010年、新国立劇場） - 姉 直木紗江 役
- リタルダンド（2011年7月、パルコ劇場 / 8月、アートピアホール、シアターBRAVA!）
- ROCK OF AGES（2011年10月 - 11月、東京国際フォーラム・ホールC、森ノ宮ピロティホール、アルモニーサンク北九州ソレイユホール） - ジャスティス 役
- ワンダーガーデン〈四華版〉（2012年3月、座・高円寺1 / 4月、新神戸オリエンタル劇場）
- リンダリンダ（2012年6月 - 7月、紀伊國屋ホール / 7月、森ノ宮ピロティホール / 8月、ももちパレス） - カオリ 役
- ショーシャンクの空に（2013年11月2日 - 10日、池袋サンシャイン劇場）
- 母をたずねて膝栗毛（2014年2月1日 - 25日、新橋演舞場 / 6月3日 - 27日、大阪松竹座） - お鶴 役[28]
- はかた恋人形（2015年9月5日 - 25日、福岡・博多座） - 石川さゆり博多座9月特別公演の第一部。第二部のステージにも特別出演。
- モールス -MORSE-（2015年11月13日 - 12月6日、東京グローブ座 / 12月9日 - 13日、シアターBRAVA!） - 母 役[29]
- 寝盗られ宗介（2016年4月13日 - 5月29日、シアター1010・大阪松竹座・ももちパレス・刈谷市総合文化センター・新橋演舞場） - レイ子 役[30]
- 世界を繋ぐ方法（2016年11月30日 - 12月11日、アトリエファンファーレ高円寺）
- 花・虞美人（2017年3月26日 - 31日、赤坂ACTシアター / 4月15日・16日、愛知芸術劇場 / 4月22日・23日、森ノ宮ピロティホール）
- good morning N°5
  - 豪雪（2017年9月14日 - 25日、下北沢駅前劇場）
  - SOLDOUT & UNRELEASED FILM FESTIVAL!!「世界征服ナイト」トークショー（2019年6月20日、ステージカフェ下北沢亭）
- 夜、ナク、鳥（2018年2月17日 - 24日、吉祥寺シアター）
- 怪人と探偵（2019年9月14日 - 29日、KAAT神奈川芸術劇場ホール / 10月3日 - 6日、兵庫県立芸術文化センター阪急中ホール）[31]
- 時子さんのトキ（2020年9月11日 - 21日、よみうり大手町ホール / 9月26日・27日、サンケイホールブリーゼ、2020年12月23日DVD/Blu-ray） - 主演・時子 役[32]（W主演：鈴木拡樹）
- GREY -そんなに優しくなんてなれないよ-（2021年12月16日 - 26日、俳優座劇場） - 九条紫 役[33]
- 緑に満ちる夜は長く…（2024年3月1日 - 17日、新国立劇場 小劇場 / 3月30日・31日、COOL JAPAN PARK OSAKA TTホール） - アキナ 役[34]
- ミュージカル クラスアクト（2024年5月30日 - 8月3日、東京・サンシャイン劇場ほか） - ルーシー役[35]
- Silent Sky（2024年10月18日 - 27日、俳優座劇場 / 11月1日 - 4日、ABCホール） - マーガレット・レヴィット 役[36]
- 十二夜（2025年10月17日 - 11月7日〈予定〉、東京グローブ座 / 11月15日 - 21日〈予定〉、森ノ宮ピロティホール）- フェステ 役[37]

#### 朗読劇
- 宵の源氏物語 〜面白能楽館〜（2007年7月28日、京都観世会館）朗読『六条御息所 葵の帖より』- 友情出演
- 苦情の手紙（2009年2月13日、銀座博品館劇場） - 石井一彰✕高橋由美子✕植本潤(花組芝居)
- ラヴ･レターズ（2011年11月24日、PARCO劇場） - 22nd Season, #405, 植草克秀＆高橋由美子
- あの日、星は重かった 〜歌と朗読で綴る男たちの友情と、｢彼女｣の物語〜（2014年4月19日 - 20日、天王洲銀河劇場）
- reading live Story of Aesops（2025年4月18日・19日、天王洲アイルKIWA）[38]

### コンサート・ライブ

#### ソロツアー
- 高橋由美子★と・き・め・き '91お中元まつり（1991年7月20日 -25日、名古屋・大阪・東京の3か所4公演）
- 夏だ！由美子だ！全員集合！（1992年8月1日 - -15日、大阪・名古屋・大宮・東京・横浜の5公演）
- はじまりはいま・・・（1993年7月2日 - 10日、大阪・名古屋・東京の3か所5公演）
- Tenderly TOUR'94（1994年8月19日 - 13日、関東各地・宮城・名古屋・大阪・広島11か所12公演）

#### 単発ソロ
- プレイボーイコンサート（1992年10月26日・大阪、11月9日・東京の2公演）
- '94 はるいちばん 高橋由美子コンサート（1994年3月31日、東京・サンパール荒川）
- AMAスーパークロス（1996年11月2日、福岡ドーム） - ゲストライブ
- 広島グリーンフェスタ'97 高橋由美子コンサート enjoy your flower（1997年10月11日、広島大学本部跡地）
- SPECIAL LIVE "万事快調"（1996年9月7日、東京・赤坂BLITZ）
- 高橋由美子コンサート 「セリーヌ・ディオンを歌う」（1999年7月25日、東京・渋谷シアターコクーン）
- 高橋由美子 Live@クリエ 「3,680日ぶりの、こんにちは。由美子ライブ」（2009年7月26日、東京・日比谷シアタークリエ）
- 高橋由美子 30th Anniversary Live 「令和だ！由美子だ！全員集合！〜日本青年館で逢いましょう〜 」（2021年6月27日、東京･日本青年館ホール 1部14:30／2部18:15）

#### 学園祭ミニコンサート
- 東京大学五月祭（1990年5月27日）
- 大東文化大学園祭（1991年4月26日）
- アイドルプリンセスカーニバル '91 Vol.2（1991年11月2日、学習院大学百周年記念会館ホール） - 高橋由美子＆西野妙子
- 早稲田大学（1991年11月3日）
- 日本工業大学（1991年11月4日）
- 慶應大学三田祭（1991年11月22日）

#### ゲスト出演ライブ
- 東宝芸能 Musical チャリティコンサート 「Espoir 〜希望をもって〜」（2014年9月19日・20日、東京･国際フォーラム ホールC）
- 三越伊勢丹 プレミアムエンターテイメントクルーズ 「ミュージカルに恋して」（2014年10月2日 - 5日、豪華客船にっぽん丸）
- 劇団☆新感線35周年記念音楽祭り 「MMF Music Movie Festival」（2015年10月29日・30日、東京･豊洲PIT）
- 岡田浩暉25周年記念ミュージカルライブ「KOHKI OKADA presents I Love Musical」（2016年2月6日・7日、東京グローブ座）
- サテンドール「ミュージカルシリーズ2」2021年9月公演（2021年9月18日、六本木サテンドール、14時 / 17時〈2回公演〉）

#### 単発イベント
- 文化放送イベント（1991年3月21日、読売ランド）
- まったくシスターズイベント（1991年3月24日、読売ランド）※ラジオ欄参照
- 魔神英雄伝ワタル2 イベント（1991年3月30日、九段会館）
- ヤングジャンプイベント（1991年4月27日）
- 平塚市グリーンフェスティバル（1991年4月28日）
- 土岐市ふるさと祭「土岐･ドキ!ドキ!フェスティバル」（1991年8月2日） - 高橋由美子＆川越美和
- 第11回希望祭「春を呼ぶ歌のつどい」（1992年2月2日、杉並公会堂）
- 札幌 雪祭り（1992年2月11日）
- 新潟 十日町 第43回雪祭り（1992年2月15日）※テレビ収録
- よみうりランドEAST（1992年3月8日）
- 大阪城野外音楽堂（1992年3月15日）
- 神戸ポートピアランド（1992年5月4日）
- サイクルフェスタ in さいたまクリテリウム（2015年10月24日、埼玉･さいたまクリテリウム） - トークショー

### ラジオ

#### メインパーソナリティー番組
- セーラー服のささやき2（MBSラジオ）
- 高橋由美子のおしゃべり天使（1991年10月 - 1992年9月、文化放送）
- 高橋由美子 サークル（1994年4月 - 1995年4月、文化放送）
  - 高橋由美子 サークルD（1995年4月 - 1997年4月3日、文化放送）
- BAY MORNING GLORY（1998年4月 - 2001年9月、Bay-FM）
- 気ままにクラシック（2002年4月 - 2004年3月、NHK-FM）

#### レギュラー
- 超学生ハビタ となりのハチャメちゃん - まったくシスターズ（高橋由美子、寺尾友美、西野妙子）

### 広告 / CM
- ロッテ「はちみつグミ」（1990年）
- セガ・エンタープライゼス「テラドライブ」「ゲームギア」（1991年）
- 尾崎商事「カンコー学生服」（1991年 - 1992年）
- 明星食品「夜食亭」（1991年 - 1993年）
- 牛乳石鹸
  - 「ナリティ」（1993年）
  - 「セレブ」「セレブシャンプー」（1994年 - 1998年）
- 住友生命（1993年 - 1996年）[39]
- ミスタードーナツ（1994年 - 1995年）
- イーオン・英会話＆留学（1994年 - 1996年）
- エーザイ「チョコラBB」（1994年 - 1999年）[40]
- サンヨー食品「サッポロ一番どんぶり」（1998年 - 1999年）
- 養命酒製造「薬用養命酒」（2003年）